# Domenico Tonarelli
Domenico Tonarelli (Scansano, 2 agosto 1820 – Firenze, 25 febbraio 1886) è stato un politico e prefetto italiano.

## Biografia
Nato il 2 agosto 1820 a Scansano, in provincia di Grosseto, si candidò nel novembre 1874 alle elezioni per la Camera dei deputati nel collegio della sua città natale. Al ballottaggio del 15 novembre risultò eletto con 560 voti, battendo lo sfidante Bernardo Martinucci.
Il 30 giugno 1876 ricevette la nomina di prefetto e decadde dalla carica di deputato. Fu prefetto di Messina, Cagliari e Arezzo.
Morì a Firenze il 25 febbraio 1886.